# Kubb
Kubb foi uma banda britânica de indie rock formada em 2005.

## História
Os membros a(c)tuais (2006) da banda são:
- Harry Collier: vocalista e baixo
- Adj Buffone: guitarra
- Dominic Greensmith: bateria
- John Tilley: teclado

A banda começou a formar-se quando Harry encontrou-se com  Ben Langmaid através de um amigo deles  Rollo Armstrong. Rollo e Ben tinha estúdios no mesmo complexo. Garry conheceu nessa altura um amigo de Langmaid, Jeff Patterson.  Os três começaram a escrever algumas canções como “Chemical”. Langmaid and Patterson, todavia não estavam interessados em estar na linha da frente de uma banda, contudo Harry teve energia e entusiasmo para passar sem eles. 
A banda foi-se constituindo com a actual configuração: O ex-membro da banda Reef Dom Greensmith (bateria) recrutado através de um antigo contacto de  Harry; John Tilley (teclado) descoberto no  Greenwich Conservatoire (Conservatório de Greenwich)e Adj Buffone (guitarra). 
As suas canções foram  e são tocadas em vários rádios um pouco por todo o mundo, tendo a banda realizado várias tournés pelo Reino Unido. 
Adj Buffonne anunciou recentemente que iria abandonar a banda brevemente. O vocalista da banda participou em 2006 no single  "Bombs" interpretado pela banda Faithless.
Desde 2006 que esta banda não lançou mais nenhum álbum ou single e o seu site nunca foi mais atualizado desde então.

## Discografia

### Álbuns
- Mother
- Live from London (iTunes)

### Singles
Retirados do álbum Mother:
- "Somebody Else" (30 de Maio de 2005)
- "Remain" (22 de Agosto de 2005), UK # 45
- "Wicked Soul" (7 de Novembro, 2005), UK # 25
- "Grow" (6 de Fevereiro de 2006), UK # 18
- "Remain" (1 de maio de 2006), UK # 189